# Catharine Jacobi
Catharine Jacobi, geborene Katharina Bußler, auch Katharina Jacobi, (* 4. November 1837 in Berlin; † 24. Juni 1912 in Mannheim) war eine deutsche Theaterschauspielerin.

## Leben
Jacobi, die Tochter eines geheimen Hofrates und Enkelin des Tenoristen Karl Adam Bader genoss ihre Ausbildung bei Minona Frieb-Blumauer und debütierte 1858 als „Lorle“ in „Dorf und Stadt“ am Hamburger Thaliatheater, woselbst sie für das Fach der jugendlichen Liebhaberinnen und Salondamen engagiert wurde. Dieses Stück hatte sie mit Charlotte Birch-Pfeiffer eingeübt.
Nach einjähriger Tätigkeit kam sie ans Hoftheater in Weimar. Dort wirkte sie von 1862 bis 1867 und trat u. a. auch in der ersten Aufführung der Shakespearschen Königsdramen (April 1864 in Dingelstedts Einrichtung) sowie in der ersten Aufführung der Wallensteintrilogie als „Thekla“ erfolgreich auf. 1867 erhielt die begabte Darstellerin einen Antrag an das Hoftheater in Mannheim, dem sie auch nach glücklich absolviertem Gastspiel Folge leistete. Mit den Jahren wechselte sie von den Erste-Liebhaberin-Rollen zu Charakterporträts und Komischen Alten.
Neben ihrer darstellerischen Wirksamkeit versuchte sie sich auch mit Glück als Schriftstellerin. Auch als dramatische Lehrerin hat sie sich erfolgreich betätigt.
Jacobis Tochter mit dem Charakterdarsteller Hermann Jacobi, Gertrude, war als Schauspielerin in Zürich und Posen engagiert.

## Werke
- Weihnachten
- Coeur Dame
- Das verwunschene Königskind, dramatisiertes Märchen

## Auszeichnungen
- Orden vom Zähringer Löwen: Jubiläumsmedaille Silberne Medaille für Kunst und Wissenschaft am Bande des Zähringer Löwenordens (auf der linken Brust zu tragen).[2]